# 돌아온 복단지
《돌아온 복단지》는 2017년 5월 15일부터 2017년 11월 24일까지 방영된 문화방송 일일연속극이다.

## 기획 의도
서민녀가 백마에서 떨어진 왕자를 만나면서 벌어지는 유쾌한 이야기를 그린 드라마

## 등장인물
- (†) 표시는 드라마 상에서 최종적으로 사망한 인물이다.

### 주요 인물
- 강성연 : 복단지 역 - 이 드라마의 여주인공.
- 고세원 : 한정욱 역 - 이 드라마의 남주인공. 서진의 전 남편.
- 송선미 : 박서진 → 선서진 역 - 인간말종 1. 이 드라마의 서브 여주인공이자 최종 보스. 정욱의 전부인.
- 이필모 : 오민규 역 († 1회 ~ 25회)

### 단지 가족
- 박인환 : 오학봉 역 - 민규의 아버지이자 단지의 시아버지.
- 김나운 : 복달숙 역
- 강성진 : 황금봉 역
- 진예솔 : 신예원 → 신유진 역
- 고나희 : 오햇살 역
- 박봄 : 황송이 역

### 정욱 가족
- 선우은숙 : 박미옥 역 - 정욱의 어머니.
- 송준희 : 한성현 역

### 서진 가족
- 이정길 : 박태중 역 - 주신그룹 회장. 재진, 재영의 친아버지이자 서진의 의붓아버지.
- 이혜숙 : 은혜숙 역 - 인간말종 2. 이 드라마의 만악의 근원이자 중간 보스. 서진의 어머니.
- 이형철 : 박재진 역 - 인간말종 3. 서진의 오빠.
- 고은미 : 홍란영 역 - 서진의 올케, 재진의 아내. (우정출연)
- 김경남 : 박재영 역 - 서진의 동생.

### 그 외 인물
- 최대훈 : 제인 역
- 이주우 : 신화영 역 - 인간말종 4. 이 드라마의 서브 악녀.
- 이주석 : 신경수 역
- 최범호 : 선우진 역 - 은혜숙의 옛 애인이자 서진의 생부
- 박승태 : 김필순 역
- 현숙희 : 보육원 원장 역
- 김종호 : 집사 역
- 손상연 : 불량학생 역
- 유상재 : 김철중 역
- 오승찬 : 수행비서 역
- 박용 : 방송국장 역
- 진현광 : 기자 역
- 김명중 : 의사 역
- 배은우 : 은혜숙 젊은 시절 역
- 최지유
- 전애진
- 박혜영
- 민영
- 최문경
- 홍부향
- 김우주
- 박설영
- 김상일
- 강문경
- 민대식
- 윤희원
- 변주현
- 박승찬
- 권혁수
- 설지윤
- 최교식
- 옥주리
- 미석
- 김광태
- 유준원
- 오유미
- 김은경
- 민영
- 남현
- 유소이
- 오진하
- 유채목
- 유연주
- 강철성
- 정명준
- 이용규
- 하인환
- 이예린
- 성찬호
- 최리호
- 이우정
- 이원진
- 김동규
- 공재원
- 유재훈
- 하경민
- 배기범
- 박도준
- 손선근
- 이혜은
- 홍성호
- 김현
- 박건락
- 주동희
- 해선
- 강충훈
- 박용진
- 이진승
- 류성민
- 김인철
- 장준호
- 민준현
- 김사훈
- 서정욱
- 송기중
- 정아미
- 차성훈
- 권태진
- 장문석
- 손인용
- 박초아
- 김대국
- 조아진
- 최화영
- 이태윤
- 류성렬
- 서정주
- 오승찬
- 신나라
- 이택근
- 권홍석
- 양하준
- 안성건
- 조성희
- 김도하
- 한일환
- 여운복
- 양하준
- 원종석
- 강석원
- 손동화
- 고명우
- 최소은
- 석보배
- 홍대영
- 박하경
- 윤복성
- 김선혜
- 김일현
- 황명환
- 윤혁진
- 공민규
- 김지은
- 박용빈
- 조위상
- 신소예

### 특별출연
- 정다희 : 뉴스 앵커 역
- 인순이 : 노래방 주인 역

## 시청률
최저 시청률과 최고 시청률은 시청률 조사회사와 지역별로 시청률에 차이가 있을 수 있습니다.
| 2017년  | 2017년    | 2017년         | 2017년       | 2017년         | 2017년       |
| 회차    | 방송일    | TNmS 시청률    | TNmS 시청률  | AGB 시청률     | AGB 시청률   |
| 회차    | 방송일    | 대한민국(전국) | 서울(수도권) | 대한민국(전국) | 서울(수도권) |
| ------- | --------- | -------------- | ------------ | -------------- | ------------ |
| 제1회   | 5월 15일  | 6.4%           | 5.9%         | 6.5%           | 5.8%         |
| 제2회   | 5월 16일  | 6.5%           | 5.7%         | 6.8%           | 6.1%         |
| 제3회   | 5월 17일  | 7.0%           | 6.7%         | 6.1%           | 5.8%         |
| 제4회   | 5월 18일  | 6.8%           | 5.9%         | 6.5%           | 5.6%         |
| 제5회   | 5월 19일  | 6.3%           | 6.2%         | 5.9%           | 6.0%         |
| 제6회   | 5월 22일  | 7.2%           | 6.7%         | 6.1%           | 6.7%         |
| 제7회   | 5월 23일  | 8.9%           | 7.3%         | 8.0%           | 8.0%         |
| 제8회   | 5월 24일  | 7.3%           | 6.9%         | 6.2%           | 5.8%         |
| 제9회   | 5월 25일  | 5.9%           | 5.0%         | 5.3%           | 4.4%         |
| 제10회  | 5월 29일  | 6.8%           | 7.0%         | 7.6%           | 7.2%         |
| 제11회  | 6월 1일   | 5.2%           | 5.0%         | 4.8%           | 4.6%         |
| 제12회  | 6월 2일   | 5.7%           | 6.0%         | 5.7%           | 5.9%         |
| 제13회  | 6월 5일   | 5.5%           | 4.8%         | 5.6%           | 4.7%         |
| 제14회  | 6월 6일   | 8.8%           | 7.7%         | 7.2%           | 7.1%         |
| 제15회  | 6월 7일   | 7.5%           | 6.4%         | 7.2%           | 6.3%         |
| 제16회  | 6월 8일   | 7.2%           | 6.9%         | 6.9%           | 6.1%         |
| 제17회  | 6월 9일   | 7.1%           | 7.1%         | 7.3%           | 7.5%         |
| 제18회  | 6월 12일  | 8.2%           | 7.7%         | 6.9%           | 6.5%         |
| 제19회  | 6월 13일  | 8.3%           | 7.2%         | 7.2%           | 6.9%         |
| 제20회  | 6월 14일  | 7.9%           | 7.4%         | 6.7%           | 6.5%         |
| 제21회  | 6월 15일  | 7.5%           | 7.0%         | 6.9%           | 6.5%         |
| 제22회  | 6월 16일  | 7.2%           | 6.6%         | 6.6%           | 6.1%         |
| 제23회  | 6월 19일  | 8.8%           | 7.9%         | 7.4%           | 7.5%         |
| 제24회  | 6월 20일  | 8.7%           | 7.8%         | 7.4%           | 7.1%         |
| 제25회  | 6월 21일  | 8.0%           | 7.3%         | 5.9%           | 5.2%         |
| 제26회  | 6월 22일  | 8.3%           | 8.3%         | 6.3%           | 5.9%         |
| 제27회  | 6월 23일  | 7.7%           | 7.4%         | 6.9%           | 6.4%         |
| 제28회  | 6월 26일  | 7.9%           | 7.2%         | 8.1%           | 8.1%         |
| 제29회  | 6월 27일  | 9.8%           | 8.7%         | 7.7%           | 7.4%         |
| 제30회  | 6월 28일  | 8.3%           | 8.4%         | 7.1%           | 6.6%         |
| 제31회  | 6월 29일  | 7.9%           | 7.5%         | 7.8%           | 7.3%         |
| 제32회  | 6월 30일  | 8.7%           | 7.7%         | 7.3%           | 6.8%         |
| 제33회  | 7월 3일   | 10.0%          | 8.8%         | 8.4%           | 8.4%         |
| 제34회  | 7월 4일   | 10.0%          | 9.2%         | 8.1%           | 8.1%         |
| 제35회  | 7월 5일   | 9.4%           | 8.2%         | 7.5%           | 7.5%         |
| 제36회  | 7월 6일   | 5.5%           | 5.4%         | 4.0%           | 3.9%         |
| 제37회  | 7월 7일   | 10.8%          | 9.7%         | 8.8%           | 8.8%         |
| 제38회  | 7월 10일  | 11.5%          | 10.0%        | 9.0%           | 8.6%         |
| 제39회  | 7월 11일  | 9.7%           | 9.4%         | 7.4%           | 7.7%         |
| 제40회  | 7월 12일  | 9.1%           | 8.0%         | 6.6%           | 6.5%         |
| 제41회  | 7월 13일  | 9.7%           | 9.5%         | 7.7%           | 7.3%         |
| 제42회  | 7월 14일  | 9.8%           | 8.6%         | 8.6%           | 8.4%         |
| 제43회  | 7월 17일  | 11.3%          | 10.4%        | 9.0%           | 8.1%         |
| 제44회  | 7월 18일  | 10.0%          | 9.0%         | 8.3%           | 8.0%         |
| 제45회  | 7월 19일  | 9.3%           | 7.9%         | 8.3%           | 8.1%         |
| 제46회  | 7월 20일  | 10.0%          | 8.5%         | 8.4%           | 8.0%         |
| 제47회  | 7월 21일  | 9.4%           | 8.3%         | 7.9%           | 7.9%         |
| 제48회  | 7월 24일  | 11.0%          | 9.5%         | 8.3%           | 8.0%         |
| 제49회  | 7월 25일  | 10.4%          | 8.8%         | 8.7%           | 8.2%         |
| 제50회  | 7월 26일  | 9.8%           | 8.0%         | 8.4%           | 7.9%         |
| 제51회  | 7월 27일  | 10.0%          | 9.6%         | 8.9%           | 9.1%         |
| 제52회  | 7월 28일  | 10.3%          | 8.9%         | 9.0%           | 8.6%         |
| 제53회  | 7월 31일  | 11.2%          | 9.0%         | 8.8%           | 8.1%         |
| 제54회  | 8월 1일   | 10.5%          | 8.3%         | 8.3%           | 8.2%         |
| 제55회  | 8월 2일   | 9.9%           | 8.9%         | 8.5%           | 7.6%         |
| 제56회  | 8월 3일   | 10.1%          | 8.7%         | 8.9%           | 9.1%         |
| 제57회  | 8월 4일   | 9.1%           | 7.6%         | 8.8%           | 8.6%         |
| 제58회  | 8월 7일   | 11.2%          | 8.7%         | 9.1%           | 8.4%         |
| 제59회  | 8월 8일   | 11.9%          | 9.3%         | 9.9%           | 9.4%         |
| 제60회  | 8월 9일   | 11.2%          | 8.8%         | 9.8%           | 9.6%         |
| 제61회  | 8월 10일  | 12.0%          | 10.4%        | 10.8%          | 11.3%        |
| 제62회  | 8월 11일  | 11.6%          | 9.8%         | 9.3%           | 9.0%         |
| 제63회  | 8월 14일  | 12.4%          | 9.8%         | 10.4%          | 10.1%        |
| 제64회  | 8월 16일  | 12.0%          | 9.7%         | 9.5%           | 8.8%         |
| 제65회  | 8월 17일  | 10.9%          | 9.3%         | 9.4%           | 9.3%         |
| 제66회  | 8월 18일  | 10.9%          | 7.7%         | 9.8%           | 9.3%         |
| 제67회  | 8월 21일  | 12.6%          | 9.8%         | 10.5%          | 10.0%        |
| 제68회  | 8월 22일  | 11.8%          | 8.8%         | 10.2%          | 9.8%         |
| 제69회  | 8월 23일  | 13.4%          | 11.5%        | 10.8%          | 10.8%        |
| 제70회  | 8월 24일  | 12.8%          | 10.6%        | 10.6%          | 10.6%        |
| 제71회  | 8월 25일  | 12.4%          | 9.3%         | 10.7%          | 10.4%        |
| 제72회  | 8월 28일  | 13.4%          | 10.8%        | 12.1%          | 12.2%        |
| 제73회  | 8월 29일  | 12.6%          | 9.9%         | 11.1%          | 10.9%        |
| 제74회  | 8월 30일  | 14.0%          | 12.0%        | 10.9%          | 10.6%        |
| 제75회  | 9월 11일  | 12.5%          | 10.7%        | 11.0%          | 10.5%        |
| 제76회  | 9월 12일  | 13.1%          | 11.2%        | 10.8%          | 9.8%         |
| 제77회  | 9월 13일  | 12.6%          | 10.4%        | 10.9%          | 11.0%        |
| 제78회  | 9월 14일  | 13.5%          | 11.6%        | 12.5%          | 11.9%        |
| 제79회  | 9월 15일  | 12.8%          | 10.3%        | 10.7%          | 10.0%        |
| 제80회  | 9월 18일  | 13.0%          | 11.1%        | 11.4%          | 10.9%        |
| 제81회  | 9월 19일  | 13.8%          | 11.1%        | 12.0%          | 11.7%        |
| 제82회  | 9월 20일  | 13.9%          | 11.7%        | 12.4%          | 11.7%        |
| 제83회  | 9월 21일  | 13.1%          | 10.4%        | 11.5%          | 10.6%        |
| 제84회  | 9월 22일  | 14.1%          | 11.4%        | 11.9%          | 11.4%        |
| 제85회  | 9월 25일  | 13.3%          | 10.0%        | 12.0%          | 11.2%        |
| 제86회  | 9월 26일  | 14.6%          | 12.0%        | 11.9%          | 11.0%        |
| 제87회  | 9월 27일  | 14.8%          | 11.7%        | 11.4%          | 10.3%        |
| 제88회  | 9월 28일  | 13.1%          | 10.6%        | 11.8%          | 11.0%        |
| 제89회  | 9월 29일  | 12.1%          | 9.3%         | 12.2%          | 11.2%        |
| 제90회  | 10월 2일  | 11.4%          | 9.3%         | 10.5%          | 10.5%        |
| 제91회  | 10월 3일  | 12.5%          | 11.0%        | 9.4%           | 8.8%         |
| 제92회  | 10월 4일  | 10.4%          | 9.1%         | 8.5%           | 7.5%         |
| 제93회  | 10월 5일  | 11.9%          | 10.2%        | 10.9%          | 9.7%         |
| 제94회  | 10월 6일  | 12.5%          | 9.9%         | 11.9%          | 11.4%        |
| 제95회  | 10월 9일  | 14.3%          | 11.4%        | 13.2%          | 12.6%        |
| 제96회  | 10월 10일 | 16.5%          | 14.0%        | 13.7%          | 12.7%        |
| 제97회  | 10월 11일 | 15.5%          | 12.6%        | 12.7%          | 11.2%        |
| 제98회  | 10월 12일 | 15.5%          | 12.9%        | 14.1%          | 12.8%        |
| 제99회  | 10월 13일 | 15.7%          | 13.2%        | 13.9%          | 13.0%        |
| 제100회 | 10월 16일 | 15.9%          | 12.9%        | 13.2%          | 11.8%        |
| 제101회 | 10월 17일 | 15.9%          | 12.9%        | 13.4%          | 12.2%        |
| 제102회 | 10월 19일 | 15.4%          | 12.2%        | 13.3%          | 12.3%        |
| 제103회 | 10월 20일 | 16.3%          | 12.7%        | 12.1%          | 11.4%        |
| 제104회 | 10월 23일 | 15.7%          | 13.1%        | 12.6%          | 11.5%        |
| 제105회 | 10월 24일 | 15.9%          | 12.9%        | 12.0%          | 10.8%        |
| 제106회 | 11월 2일  | 15.1%          | 13.1%        | 11.1%          | 10.3%        |
| 제107회 | 11월 3일  | 15.3%          | 13.1%        | 12.5%          | 11.3%        |
| 제108회 | 11월 6일  | 15.7%          | 13.2%        | 11.9%          | 10.7%        |
| 제109회 | 11월 7일  | 15.5%          | 13.4%        | 12.7%          | 12.1%        |
| 제110회 | 11월 8일  | 14.8%          | 12.9%        | 12.8%          | 12.0%        |
| 제111회 | 11월 9일  | 15.0%          | 12.4%        | 12.7%          | 12.1%        |
| 제112회 | 11월 10일 | 15.4%          | 13.2%        | 12.1%          | 11.2%        |
| 제113회 | 11월 13일 | 15.2%          | 13.4%        | 12.6%          | 11.5%        |
| 제114회 | 11월 14일 | 15.3%          | 12.6%        | 13.2%          | 12.0%        |
| 제115회 | 11월 15일 | 14.8%          | 12.6%        | 13.5%          | 12.2%        |
| 제116회 | 11월 17일 | 15.2%          | 13.3%        | 13.6%          | 12.4%        |
| 제117회 | 11월 20일 | 15.1%          | 13.0%        | 13.4%          | 12.3%        |
| 제118회 | 11월 21일 | 15.2%          | 12.7%        | 13.3%          | 12.3%        |
| 제119회 | 11월 22일 | 6.6%           | 6.5%         | 6.3%           | 6.3%         |
| 제120회 | 11월 22일 | 15.8%          | 13.5%        | 14.3%          | 13.4%        |
| 제121회 | 11월 23일 | 16.0%          | 13.3%        | 13.4%          | 12.4%        |
| 제122회 | 11월 24일 | 13.1%          | 10.2%        | 14.3%          | 13.5%        |

## 결방 사유 및 연장 및 연속 방송
- 2017년 5월 26일 : MBC 스포츠 2017 FIFA U-20 월드컵 코리아 대한민국 VS 잉글랜드 중계방송으로 인해 결방.
- 2017년 5월 30일 : MBC 스포츠 2017 FIFA U-20 월드컵 코리아 대한민국 VS 포르투갈 중계방송으로 인해 결방.[3]
- 2017년 5월 31일 : 지상파 UHD 개국 공동 축하쇼 - 유 해브 어 드림 U Have a Dream 방송 편성으로 인해 결방.[4]
- 2017년 8월 15일 : 광복 72주년 2017 DMZ 평화콘서트 특집 녹화 방송 편성으로 인해 결방.
- 2017년 8월 31일 ~ 2017년 9월 8일 : MBC 노조 총파업 및 송선미 부군상의 여파로 인해 결방.[5][6]
- 2017년 10월 18일 : MBC 스포츠 2017년 KBO 리그 플레이오프 2차전 NC 다이노스 VS 두산 베어스 중계방송으로 인해 결방.
- 2017년 10월 25일 : MBC 스포츠 2017년 한국시리즈 1차전 두산 베어스 VS KIA 타이거즈 중계방송으로 인해 결방.
- 2017년 10월 26일 ~ 2017년 11월 1일 : MBC 노조 총파업으로 인해 결방.
- 2017년 11월 16일 : MBC 스포츠 2017 아시아 프로야구 챔피언십 대한민국 VS 일본 중계방송으로 인해 결방.
- 2017년 11월 22일 : 저녁 6시 35분부터 2회 연속 방송 (119회, 120회)
- 돌아온 복단지 방영 분량이 120부작에서 2회 연장되어 122부작으로 변경 및 확정되었다.

## 수상
- 2017년 MBC 연기대상 연속극 남자 최우수연기상 고세원
- 2017년 MBC 연기대상 연속극 여자 우수연기상 송선미
- 2017년 제25회 대한민국문화연예대상 드라마부문 남자 최우수 연기상 이필모

## 참고 사항
- 간접광고 상품에 노골적으로 광고효과를 주었다는 이유 탓인지 방송통신심의위원회로부터 '경고' 조치를 받았다.[7]
- 고세원과 이혜숙은 별도 달도 따줄게 이후 4년 6개월 만에 재회했다.
- 선우은숙은 동시간대 경쟁작 SBS 일일 드라마 《사랑은 방울방울》에 겹치기 출연하였다.
- 강성연, 선우은숙은 2009년 ~ 2010년 SBS 일일 드라마 《아내가 돌아왔다》 이후 8년 만에 재회했다.
- 고은미와 이필모은 KBS 1TV TV소설 《강이 되어 만나리》 이후 11년 만에 재회했다.
- 고은미와 이형철은 MBC 아침 드라마 《그래도 좋아!》 이후 9년 만에 재회했다.
- 고은미와 선우은숙은 MBC 아침 드라마 《위험한 여자》 이후 5년 만에 재회했다.